# Biblioteca de la Asociación Médica Argentina
La Biblioteca de la AMA tiene la particularidad de ser especializada en medicina.

## Historia
La Sociedad Médica Argentina nació, en 1891, en un país con una historia independiente de unos 75 años, cuando la Academia de Medicina aún desarrollaba sus actividades dentro del ámbito de la Facultad de Medicina (Universidad de Buenos Aires); y ya se habían fundado la Sociedad Científica Argentina en 1872 y el Círculo Médico Argentino en 1875. Fue creada con fines estrictamente científicos y debía tener una biblioteca.

### Los orígenes
La primera Comisión Directiva de la Sociedad incluía en su seno el cargo de “Bibliotecario-Archivero” y fue ocupado por el Dr. Jaime Costa. Es difícil imaginar como funcionaba esta primera biblioteca teniendo en cuenta que la primera sede de la Sociedad Médica Argentina fue el Colegio Nacional de Buenos Aires, de la calle Bolívar 263; y luego pequeños locales prestados hasta instalarse en 1898, en un edificio alquilado en la calle Victoria 1131, en un momento crítico y a poco de la revolución del 90. Sin embargo, aún hoy, cuenta con colecciones originales como por ejemplo La Semana Médica, que se inicia en 1894 y la propia Revista de la Sociedad Médica Argentina, con su primer nombre ya que cambió en 1913.
Los primeros bibliotecarios de las sucesivas Comisiones Directivas incluyeron personalidades como los Dres. Marcelino Herrera Vegas, José Ingenieros, el primer Premio Nobel científico argentino Bernardo Houssay, Mariano Castex y Juan Carlos Ahumada.
En sus primeros años, la Biblioteca recibió gran cantidad de publicaciones periódicas extranjeras, en especial inglesas, francesas y alemanas, que fueron financiadas con fondos propios.

### La primera época en el edificio actual
En 1919, se inaugura el edificio que hoy ocupa en Av. Santa Fe 1171, en la ciudad de Buenos Aires; y la biblioteca se instala en el primer piso. A partir de entonces se incorporan más fondos bibliográficos, por compras y por ingreso de colecciones particulares legadas por sus socios.
Así, en 1921, ingresa la colección del fallecido Dr. Pascual Palma; y en 1925, la  del Dr. Eduardo Fidanza, quien había sido tesorero de la Asociación entre 1894 y 1924, una riquísima colección que incluía muchísimos textos franceses e italianos editados en la primera mitad del siglo XIX y que constituyen los fondos más antiguos e históricamente más valiosos del acervo de esta biblioteca.
La cantidad de libros y revistas creció mucho durante esta época. En 1924, en la presidencia del Dr. Juan Carlos Navarro, se amplió el local de la biblioteca, inaugurándose su depósito en el subsuelo del edificio.
Por otra parte, el reconocimiento alcanzado por los artículos publicados en la Revista de la Asociación Médica Argentina y las conexiones establecidas con sociedades científicas extranjeras, permitieron realizar canjes con publicaciones de primer orden.
Así, en 1935, revistas como "La Presse Médicale" y otras revistas francesas de distintas especialidades se recibieron por canje. Estos acuerdos continuaron durante 50 años y finalizaron cuando los editores científicos cedieron la impresión y distribución a editoriales comerciales.
Además, a mediados de la década del '30, la Revista de la Asociación Médica Argentina incluyó una sección de comentarios bibliográficos, que más allá del servicio de información para el socio, logró atraer la donación de libros por parte de editoriales y distribuidores, que deseaban fuesen criticados en esas páginas.
Todo este material que se incorporaba era catalogado con el sistema de fichas tradicional y si bien estaba sólo ordenado por autor, se fichaba cada artículo de toda revista o libro recibido, constituyéndose así los ficheros que aún hoy son consultados, especialmente por historiadores de la medicina.
A partir de 1930, se incorporaron repertorios bibliográficos impresos que llegaban a la Argentina con un mínimo de atraso y poseían una clasificación temática de amplia complejidad y un relativo fácil manejo para la recuperación, como fueron el "Quaterly" y el "Index Medicus", que permitían al usuario manejar la información que iba en aumento.
En 1938, se concretó una nueva ampliación de la Biblioteca con el entonces Presidente de AMA, Dr. Carlos Mainini, después de lograr un subsidio del gobierno nacional, que al renovarse durante varios años permitió también el aumento de las colecciones. Se instaló entonces la sala de lectura en el recién inaugurado tercer piso, donde aún se encuentra y se construyeron estanterías capaces de albergar 60.000 volúmenes. En ese momento se contaban 14.000 de libros y muchos más de revistas, pues en esa época se recibían 384 títulos anualmente. De estas publicaciones periódicas el 29% eran en castellano, el 34% en inglés, el 22% en francés y el 15% en otros idiomas.
La dificultad para administrar un patrimonio en permanente aumento hizo que, en 1939, el estatuto fuese reformado y el cargo de bibliotecario dejase de formar parte de la Comisión Directiva para ser asignado a personal técnico-administrativo, creándose al mismo tiempo una "Comisión Asesora de Biblioteca".
Luego de 1940 y coincidiendo con esos cambios, se adoptó una clasificación temática decimal muy compleja para la catalogación del material fichado y con ella se continuó trabajando por 15 años.
El ingreso de material se incrementó a un ritmo tal, que fue la principal problemática de las siguientes Comisiones Directivas y sólo cuatro años después de la reforma mencionada, en 1944, bajo la presidencia del Dr. Nicolás Romano se instala un gran depósito bibliográfico en el subsuelo y en el segundo piso del edificio.
A principios de la década del ´50 se interrumpió el subsidio gubernamental, pero no se interrumpió la compra de material de lectura.

### La segunda mitad delsigloXX
Desde la Presidencia de AMA del Dr. Carlos Ottolenghi en 1958 y hasta 1970 una nueva forma de adquisición de revistas fue encarada, con fondos provenientes del recién creado Consejo Nacional de Investigaciones Científicas y Técnicas (Argentina) (CONICET), al mismo tiempo que la AMA colaboraba con ese organismo para la creación de un “Catálogo Colectivo de Publicaciones Periódicas” que una vez concretado ayudaría a cualquier investigador a acceder a todas las colecciones existentes en el país en cualquier biblioteca o institución abierta al público y eventualmente solicitar al Centro Argentino de Información Científica y Tecnológica (CAICYT) una copia del trabajo necesario. Este fue quizás el período de mayor afluencia de publicaciones periódicas y también fue la época en que se impusieron ya casi exclusivamente las ediciones anglosajonas. Paralelamente, el Dr. Niucolás Romano, Presidente de la institución, había logrado concretar un acuerdo entre la AMA y la American Medical Association por el cual se recibía gratuitamente la revista JAMA y otras publicaciones estadounidenses.
Cuando cesó el patrocinio del CONICET se creó una activa "Comisión proayuda de Biblioteca", que consiguió mantener el nivel de adquisiciones hasta 1973, cuando la situación económica general del país y el problema de la exportación de divisas llevaron prácticamente a la cesación de la recepción de publicaciones extranjeras.
En 1977, con la colaboración de un laboratorio de productos medicinales y por gestión del Dr. Víctor Pérez se aceptó la donación de 77 títulos de primer nivel científico y editorial, que junto a las publicaciones recibidas por canje y donaciones, mantuvo en 290 el número de revistas recibidas al menos hasta 1982.
Por otra parte y desde 1968,  siendo presidente el Dr. Eduardo Capdehourat, la Comisión proayuda de Biblioteca inauguró un servicio de fotocopiado, por entonces sumamente novedoso y que durante el primer año produjo 25.000 copias, cifra que se multiplicó en los años siguientes. La fotoduplicación del material comenzó a introducir cambios en las costumbres de los usuarios y bibliotecarios al suplantar lentamente al lector de sala por un cliente de copias. También reemplazó gran parte del préstamo a domicilio y favoreció el poder de consulta de los médicos del interior del país.
Durante la presidencia de AMA del Dr. Francisco Romano, la Biblioteca colaboró con el desarrollo de la “Asociación de Bibliotecas Biomédicas Argentinas” (ABBA), un proyecto nacido en 1975 cuando llegaban pocas revistas extranjeras al país y con la finalidad de actualizar el antiguo catálogo del CAYCIT. La ABBA logró sacar tres ediciones de un catálogo específico de biomedicina. El proyecto también aspiraba a instrumentar una "Red argentina de bibliotecas de biomedicina" y racionalizar la compra de material en momentos de escasez, no repitiendo títulos accesibles.
Asimismo se reacondicionó la sala de lectura y se reforzó el piso de la misma que había comenzado a ceder bajo el peso de los libros y se amplió la capacidad de almacenamiento hasta llevarla a 100.000 solamente para el tercer piso.
Después de 1983, cuando asumió la presidencia de AMA el Dr. Carlos Reussi, la Asociación volvió a financiar con fondos propios la compra de publicaciones periódicas, creándose un pool de donantes "Los 99 Amigos de la Biblioteca". También se inició un proyecto de ampliación del canje para lograr la recepción de toda revista médica o afín editada en el país y en Latinoamérica, bajo una Comisión Asesora presidida por el Dr. Rodolfo Maino.
Entonces el nivel de títulos recibidos se mantuvo en alrededor de 450-500 revistas de muy diversos orígenes editoriales, aun cuando las compras se centraban exclusivamente en publicaciones de EE. UU. y Europa; y se hacía canje  para las hispanoamericanas. En aquel momento el 43% del material incorporado era en castellano, el 31% norteamericano y el 11% europeo. En cambio, la consulta del usuario involucraba un 53% de material en castellano, un 41% en inglés y un 6% restante en otros idiomas.
Por la misma época, se evitó la degradación del material del depósito con una profunda desinfección, renovada periódicamente.

#### La informatización
Hasta 1985 los ficheros y el Index Medicus o productos similares habían sido las únicas herramientas disponibles para manejar la producción científico-médica y se hacía complicado dominar lo que se conocía como la “explosión de la información”, referida incluso como exceso de información y que afectaba a la comunidad científica mundial desde los años ´50. Luego de 1985, la Biblioteca de la AMA, bajo la presidencia del Dr. Carlos Reussi, se sumó a la "revolución de la información".
Ese año, se incorporó un servicio de sistema de búsquedas bibliográficas para dialogar telefónicamente vía módem-teléfono con un banco de datos remoto. Bases cuyo origen había sido en gran parte la generación de los índices impresos ya mencionados, ahora con las computadoras y los satélites. Más tarde, ello fue suplantado por la tecnología de la base de datos almacenadas en CD-ROM, lo que suponía entonces un substancial ahorro de los gastos de comunicación telefónica. Poco después, se creó la videoteca de AMA.
La informatización permitió además la creación de una Base de Datos AMA, retomando así la clasificación analítica y la indización de todo el material de revistas periódicas publicadas en español. Hoy se catalogan 170 revistas hispanoamericanas, entre ellas casi todas las nacionales y la base registra el período 1980-98 y permite solucionar el problema de "cómo, dónde y cuándo" escriben los médicos argentinos y representa una gran ayuda a los médicos residentes y profesionales que se inician en su actividad, que la consultan especial y usualmente.
En 1991 y 1994 se publicaron catálogos históricos y actualizados de la hemeroteca de la Biblioteca de la AMA -el único anterior fue el de 1941-, que fueron distribuidos entre los socios, bibliotecas biomédicas e instituciones extranjeras y al mismo tiempo se pusieron al día el inventario topográfico y el catálogo metodológico.
En 1997, el presidente de AMA, Dr. Luis J. González Montaner compró libros de todas las especialidades y mantuvo el nivel de actualización en libros y hemeroteca.
Además, se instrumentaron servicios de recuperación de documentos primarios publicados en cualquier revista del planeta en plazos relativamente breves, a través de BIREME (OPS) o de la "British Library".

### Actualidad
Recientemente, bajo la presidencia de AMA del Dr. Elías Hurtado Hoyo, se trasladó el depósito de fondo bibliográfico de la AMA a un depósito que goza de toda la protección para mantener el material.
Se instaló Internet en la sala de lectura donde los usuarios pueden acceder, para consultar cualquiera de los servicios y también las Bases AMA, LILACS, Medline u otros materiales con soporte CD-ROM.
Se incorporó un servicio gratuito de traducción inglés-castellano y castellano-inglés destinado a ayudar a los científicos que deseen publicar en el exterior, apoyados por la Fundación René Barón.

## Futuro
El futuro inmediato plantea el desafío de reacomodar la función de las bibliotecas y de los proveedores de información en general, ante unos usuarios con sus propias terminales accediendo a Bases de Datos propiamente dichas y a Bases de Datos de textos completos, a libros electrónicos, aun cuando sólo una parte de ellos se sirva de todos los medios potencialmente a su alcance.
Así las bibliotecas deben prepararse para este desafío como proveedoras y ordenadoras de este material para no caer en aquello ya escrito en 1980: "Bibliotecas: dinosaurios en la época de la información electrónica". Porque el rol de formación del usuario, clasificadora de material y distribuidora de información, cualquiera sea el medio que soporte estas funciones es y será necesario siempre.